# 1942 у науці
У 1942 році відбулися різні наукові та технологічні події, окремі з яких згадано нижче.

## Події
28 вересня підписано Розпорядження ДКО № ГКО-2852сс «Про організацію робіт з урану», яке поклало початок атомного проєкту СРСР. Для проєкту виділено окрему лабораторію атомного ядра, спадкоємцем якої є Курчатовський інститут.

## Винаходи
- запущено другий супертелескоп (200-дюймовий телескоп Гейла) в Паломарській обсерваторії (перший у 1917 році).

## Нагороди
- Нобелівська премія
  - Фізика — премію не присуджували.
  - Хімія
  - Фізіологія та медицина
- Премія Бальцана

## Народились
- 8 січня — Стівен Гокінг, фізик-теоретик, популяризатор науки.

## Померли
- 14 лютого — Ціммерман Микола Володимирович, радянський астроном.
- 14 листопада — Карл Мартін[ru], німецький геолог, палеонтолог.